# Paul Hay du Chastelet
Paul Hay du Chastelet (* November 1592 in der Bretagne; † 6. April 1636 in Paris) war ein französischer Politiker, Schriftsteller und Mitglied der Académie française.

## Leben und Werk
Paul Hay du Chastelet war Anwalt am Parlement in Rennes, ging 1623 nach Paris und wurde politischer Mitarbeiter Richelieus. Er gehörte 1634 zur ersten Staffel der Mitglieder der Académie française (Sitz Nr. 20). Seine Schriften, deren Zuschreibung manchmal umstritten ist, hatten politische und zeitgeschichtliche Motive. Sein gleichnamiger Sohn (* 1620) trat ebenfalls mit Schriften hervor. Sein jüngerer Bruder Daniel Hay du Chastelet de Chambon war ebenfalls Mitglied der Académie française.
Hay du Chastelet war 2017 an der École des Chartes Gegenstand einer Thèse durch Paul Maulny (* 1992): Paul Hay du Chastelet ou la quotidienneté du pouvoir (P.H.d.Ch. oder die Alltäglichkeit der Macht).

## Werke
- Discours au Roy, touchant les libelles faits contre le gouvernement de l’Estat. 1631.
- Les entretiens des Champs Elizees. 1631.
- L’Innocence justifiee en l’administration des affaires. Adressee au Roy. 1631.
- Observations sur la vie et la condemnation du mareschal de Marillac. 1633.
- Le Mercure d’Estat, ou Recueil de divers discours d’Estat. Genf 1634.
- Discours d’Estat sur les escrits de ce temps, auquel est faict response à plusieurs libelles diffamatoires publiez à Bruxelle par les ennemis de la France. 1635.
- Recueil de diverses pièces pour servir à l’histoire. 1640.